# 미야와키 시게오
미야와키 시게오(일본어: 宮脇 茂夫, 2001년 12월 7일~)는 일본의 축구 선수이다.

## 구단 경력
그는 2023년 J3리그의 아술 클라로 누마즈에 입단했다.